# ماريو بافليتش
ماريو بافليتش (بالألمانية: Mario Pavelic)‏ (19 سبتمبر 1993 بآيزنشتات في النمسا - ) هو لاعب كرة قدم نمساوي في مركز الدفاع. شارك مع منتخب النمسا تحت 17 سنة لكرة القدم ومنتخب النمسا تحت 18 سنة لكرة القدم ومنتخب النمسا تحت 19 سنة لكرة القدم ومنتخب النمسا لكرة القدم. أما مع النوادي، فقد لعب مع رابيد فيينا.

## وصلات خارجية
- ماريو بافليتش على موقع قاعدة بيانات كرة القدم.إي يو (الإنجليزية)
- ماريو بافليتش على موقع Soccerway.com (الإنجليزية)
- ماريو بافليتش على موقع عالم كرة القدم.نت (الإنجليزية)
- ماريو بافليتش على موقع AS.com (الإسبانية)